# 합천 용연사
합천 용연사(陜川 龍淵祠)는 대한민국 경상남도 합천군 삼가면에 있는, 조선시대 문신인 이온의 위패를 모시고 있는 사당이다.
1993년 12월 27일 경상남도의 문화재자료 제200호 용연사으로 지정되었다가, 2018년 12월 20일 현재의 명칭으로 변경되었다.

## 개요
조선시대 문신인 이온의 위패를 모시고 있는 사당이다.
건물은 선조 13년(1580)에 세운 앞면 3칸·옆면 2칸 규모의 건물로 해마다 음력 3월 10일 제사를 지내고 있다.

## 참고 문헌
- 합천 용연사 - 국가유산청 국가유산포털